# 蔡巍
蔡巍（1978年—）是一位中国机械工程师。

## 生平
1995年毕业于华中理工大学（现华中科技大学）光电子工程学系，2001年获得麻省理工学院核工程博士学位。同年进入勞倫斯利佛摩國家實驗室继续博士后工作。2004年11月担任斯坦福大学机械工程系助教，2011年9月升任副教授。

## 荣誉
2005年获得美国青年科学家与工程师总统奖，是美国核学会、美国物理学会和材料研究学会会士。

## 著作
- 2006 – Computer Simulations of Dislocations
- 2016 – Imperfections in Crystalline Solids